# سات 7
سات 7 أو SAT-7 هي شبكة تلفزيون مسيحية ناطقة في اللغة العربية والفارسية والتركية في 22 بلدًا في الشرق الأوسط وشمال أفريقيا، جنبًا إلى جنب 50 دولة في أوروبا. تأسست SAT-7 كمنظمة غير ربحية في عام 1995 بدعم من غالبية الكنائس في الشرق الأوسط. SAT-7 هي أول وأقدم وأكبر منظمة فضائية المسيحية العاملة في منطقة الشرق الأوسط وشمال أفريقيا. وقد شغل مؤسس الدكتور تيرينس اسكوت منصب الرئيس التنفيذي منذ عام 1995.
تعرض برامج الشبكة العديد من البرامج التعليمية والثقافية والدينية، ولديها أربعة قنوات رئيسية وهي: SAT-7 العربية وهي قناة ناطقة في اللغة العربية تعرض برامج ومسلسلات وأفلام دينية وتتوجه للأطفال والشباب والنساء والأسرة؛ القناة الثانية SAT-7 كيدز وهي قناة ناطقة في اللغة العربية تقدم دراما، وبرامج حوارية، ومواد تعليمية، ومسلسلات رسوم متحركة وأفلام كرتونية وبرامج موسيقى وأنواع أخرى من البرامج التي أنشئت خصيصًا للأطفال؛ القناة الثالثة SAT-7 فارسي وهي قناة ناطقة في اللغة الفارسية وتستهدف المسيحيين الفرس والمسيحيين في إيران وأفغانستان وطاجكستان؛ القناة الرابعة SAT-7 تركي وهي قناة ناطقة في اللغة التركية وتستهدف المسيحيين الأتراك والمسيحيين في تركيا.

## مواقع خارجية
- سات 7 الصفحة العربية
- سات 7 كيدز
- سات 7 فارسية
- سات 7 شمال أفريقيا